# Weyhausen
Weyhausen è un comune della Bassa Sassonia, in Germania. Appartiene al circondario di Gifhorn ed è parte della Samtgemeinde Boldecker Land.

## Storia
Il primo documento superstite risale al 1344 e nomina l'insediamento come Weydehusen. Nel 1350 fu ricostruito dopo la distruzione causata da un incendio. La prima fondazione conosciuta del villaggio era un gruppo venedi di capanne di legno.
Un elenco del 1850 indica che all'epoca Weyhausen contava 16 cascine.